# Vinnytsjamassakern

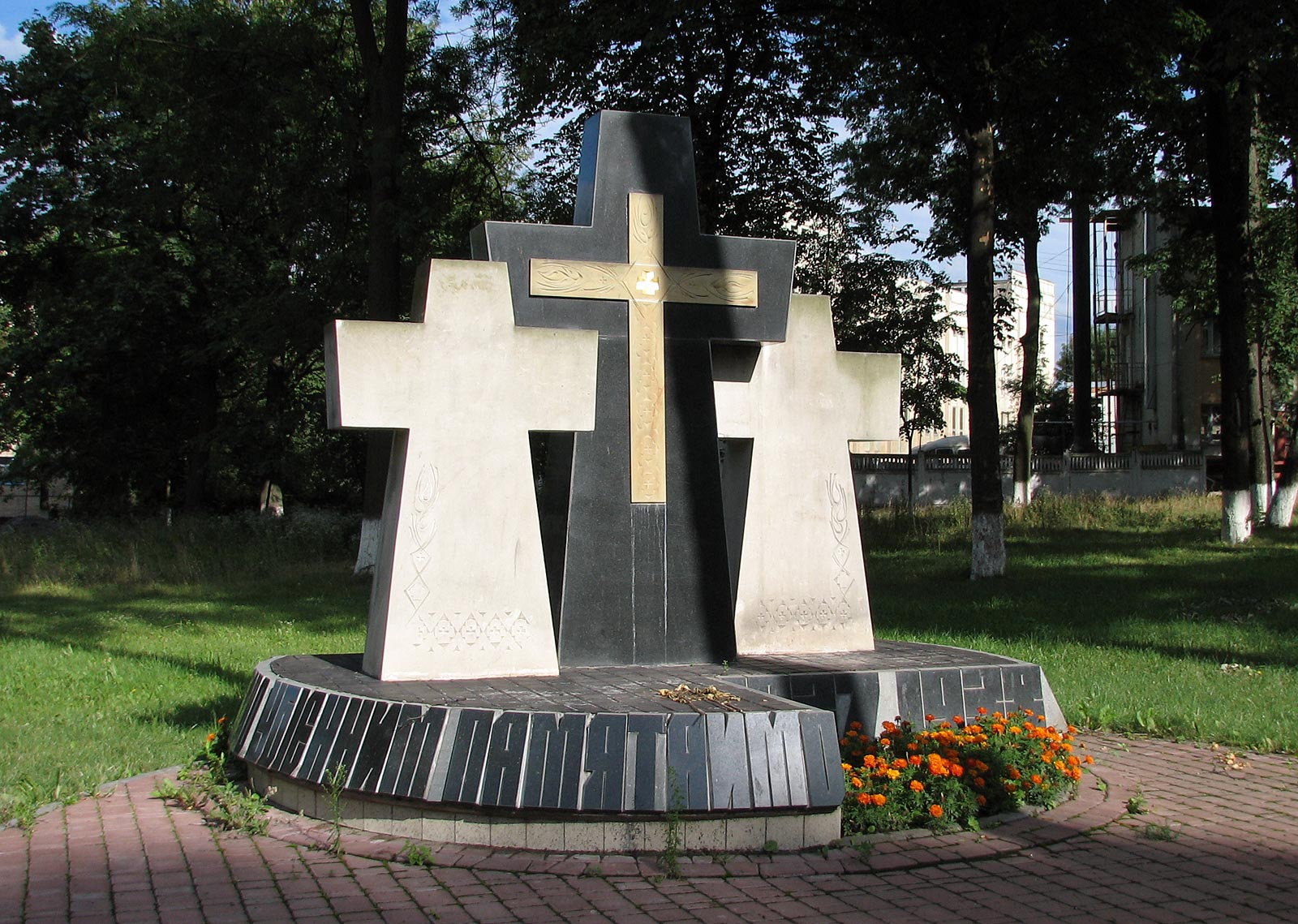
Monument över offren för den sovjetiska terrorn 1937–1938 nära Gorkijparken i Vinnytsia i Ukraina.

Vinnytsiamassakern var de massavrättningar som utfördes av NKVD i den ukrainska staden Vinnytsja under Stalins utrensningar 1937–1938. Massgravarna i Vinnytsia upptäcktes och blev delvis undersökta 1943 under den tyska ockupationen av Ukraina. I takt med att tyskarna uppmärksammade brotten begångna av Sovjetunionen blev massgravarna i Vinnytsja en av de bäst undersökta platserna för den kommunistiska terrorn i Ukraina.

## Undersökningskommissionen
Den första undersökningen av de uppgrävda kropparna företogs av tyska, ukrainska och ryska doktorer såsom professor Gerhard Schrader från universitetet i Halle-Wittenberg, docent Dorosjenko från Vinnytsia och professor Malinin från Krasnodar. Utgrävningarna påbörjades av tyskarna i maj 1943 vid tre olika platser: vid en fruktträdgård i väster, den centrala begravningsplatsen och vid folkparken. De flesta kropparna fann man vid fruktträdgården (5 644 kroppar). Sammanlagt fann man 91 massgravar där man kunde gräva upp 9 439 kroppar, polska och ukrainska politiska fångar samt civila. Det rörde sig om bönder och arbetare, varav 149 var kvinnor. En del var nakna, inga bundna. Alla lik hade ett eller två hål i bakhuvudet av en pistol med kaliber 0,22, den typ som den sovjetiska hemliga polisen nyttjade. Utgrävningen vid folkparken, där man misstänkte att många fler offer fanns begravda, slutfördes aldrig. Bara 679 av offren kunde identifieras.
Efter en preliminär undersökning, utförd av professor Schraders grupp, inbjöds två andra grupper av medicinska experter en internationell kommission och en grupp bestående av 13 experter från olika tyska universitet. Den internationella kommissionen bestod av experter inom anatomi och rättsmedicin från elva europeiska länder:

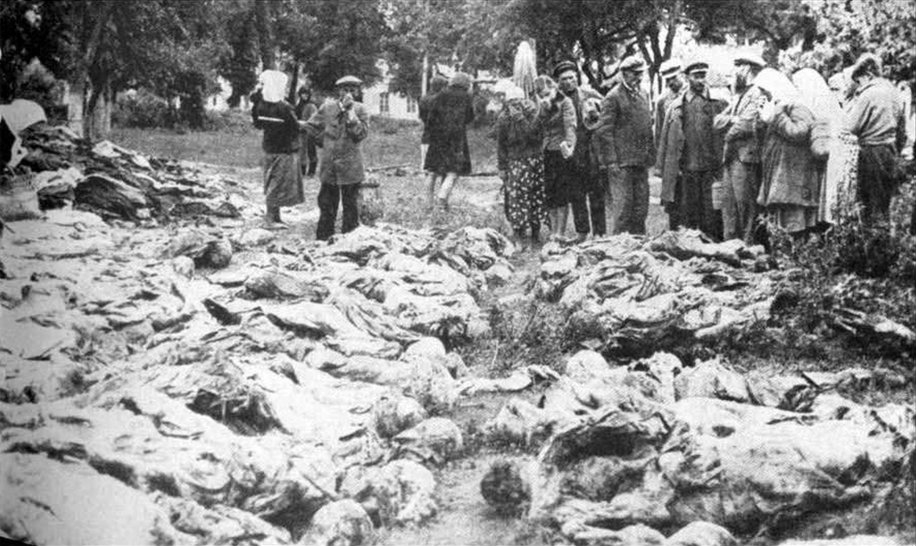
Vinnytsiabor letar efter anhöriga bland de uppgrävda kropparna.

- Dr. Soenen, Ghents universitet, Belgien.
- Dr. Michailov, Universitetet i Sofia, Bulgarien
- Dr. Pesonen, Helsingfors universitet, Finland
- Dr. Duvoir, Paris universitet, Frankrike
- Dr. Cazzaniga, Milanos universitet, Italien
- Dr. Jurak, Zagrebs universitet, Kroatien
- Dr. ter Poorten, Amsterdams universitet, Nederländerna
- Dr. Birkle, Bukarest, Rumänien
- Dr. Häggqvist, Karolinska institutet, Sverige
- Dr. Krsek, Bratislavas universitet, Slovakien
- Dr. Orsós, Budapests universitet, Ungern

Den internationella kommissionen inspekterade massgravarna mellan den 13 och 15 juli 1943. Den tyska kommissionen slutförde sin rapport den 29 juli 1943. Bägge kommissionerna slog fast att nästan samtliga offer hade blivit avrättade genom två skott i bakhuvudet under åren 1937–1938.
468 kroppar kunde identifieras av släktingar till de avrättade, och 202 av kropparna kunde identifieras utifrån dokument och andra fynd som gjorts i samband med utgrävandet av kropparna. De allra flesta var ukrainare, men 28 av dem var etniska polacker.
Förutom den internationella kommissionen besöktes massgravarna av en rad andra internationella delegationer under sommaren 1943. Bland dem fanns politiker och andra officiella representanter från Bulgarien, Danmark, Finland och Sverige. Fotografier och resultaten av undersökningarna publicerades i många europeiska länder och användes av Tyskland i dess propaganda mot Sovjetunionen.
Ingen av dessa passerande gäster verkar har lagt märke till andra, större massgravar i Vinnytsja. I september 1941 dödade Einsatzgruppen ungefär hälften av de judiska invånare som inte hade flytt. Resten dödades i april 1942.
De flesta av de uppgrävda kropparna återbegravdes under högtidliga former under ledning av metropoliten Vissarion av Odessa. Många andra ortodoxa biskopar och utländska kyrkoledare deltog i ceremonin.
Ett monument restes därefter till minne över »Stalinterrorns offer«. Efter kriget bytte de sovjetiska myndigheterna först namn på monumentet till »Naziterrorns offer«, men tog snart bort hela monumentet och anlade på platsen en kultur- och nöjespark med dansbanor och skrattkabinett..
Trots att många vinnytsjabor kände till massgravarna var de under den sovjetiska perioden officiellt bortglömda och det dröjde till år 1988 innan man återigen kunde börja tala om ämnet i det då ännu sovjetiska Ukraina. Idag finns också nya monument i Vinnytsja där den kommunistiska terrorns offer hedras.